# Villa de la Paz
Villa de la Paz é um município do estado de San Luis Potosí, no México. Tem uma área de 131.33 km², segundo o censo de 2005 tem 4 967 habitantes.